# Pilota d'Or 1968

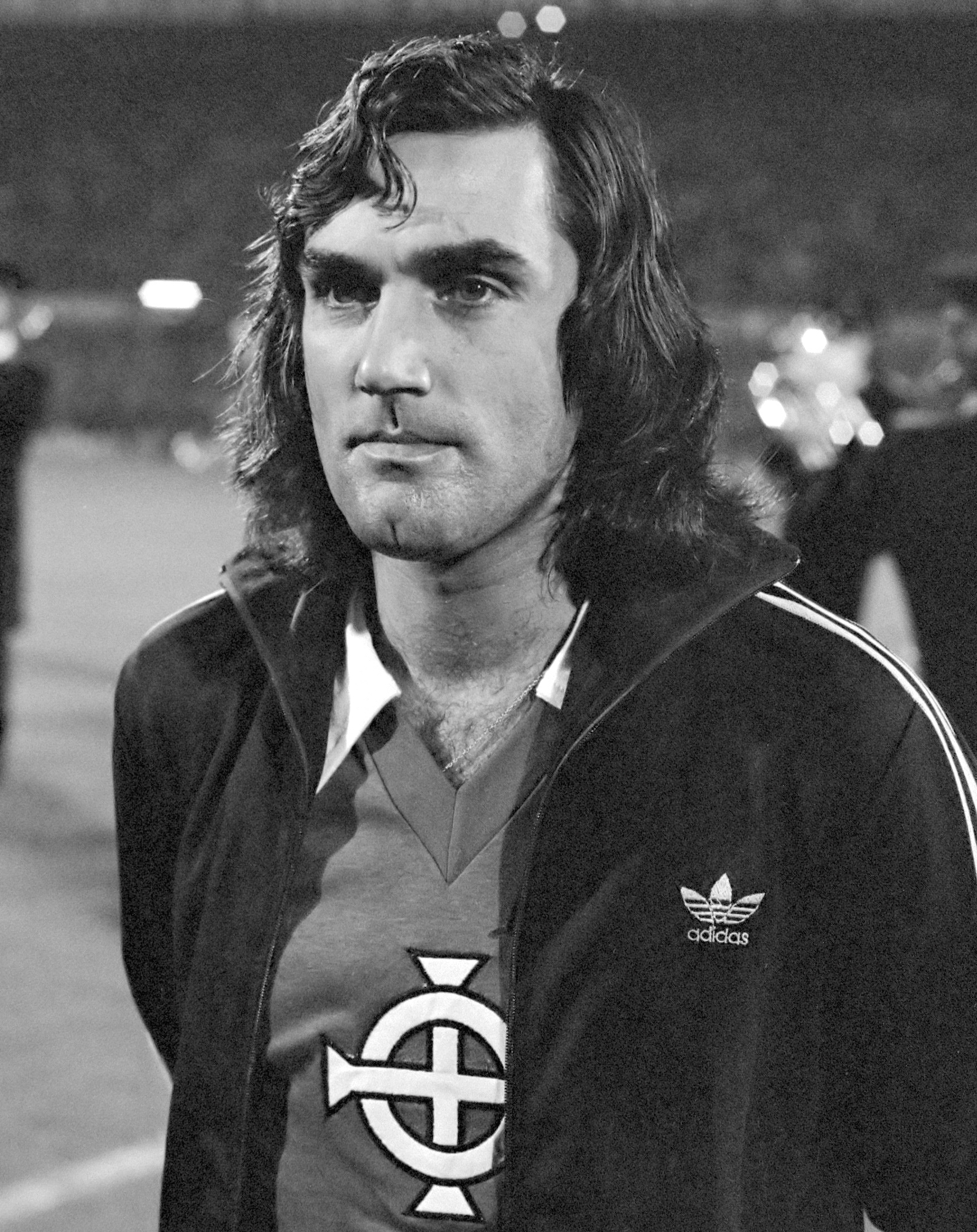
Imatge de George Best l'any 1976.

El premi Pilota d'Or 1968, atorgat al millor futbolista europeu de l'any, a criteri d'un panell de periodistes esportius d'arreu dels territoris membres de la UEFA, fou entregat a George Best el 24 de desembre de 1968.
Best va ser el primer nacional nord-irlandès a guanyar el premi. Va ser el tercer jugador del Manchester United FC a guanyar el trofeu després de Denis Law (1964) i Bobby Charlton (1966).

## Classificació
| Posició | Nom                | Club                     | Nacionalitat     | Punts |
| 1       | George Best        | Manchester United FC     | Irlanda del Nord | 61    |
| 2       | Bobby Charlton     | Manchester United FC     | Anglaterra       | 53    |
| 3       | Dragan Džajić      | Estrella Roja de Belgrad | Iugoslàvia       | 46    |
| 4       | Franz Beckenbauer  | Bayern de Múnic          | RFA              | 36    |
| 5       | Giacinto Facchetti | Inter de Milà            | Itàlia           | 30    |
| 6       | Gigi Riva          | Cagliari Calcio          | Itàlia           | 22    |
| 7       | Amancio            | Reial Madrid             | Espanya          | 21    |
| 8       | Eusébio            | SL Benfica               | Portugal         | 15    |
| 9       | Gianni Rivera      | AC Milan                 | Itàlia           | 13    |
| 10      | Jimmy Greaves      | Tottenham Hotspur FC     | Anglaterra       | 8     |
| 10      | Pirri              | Reial Madrid             | Espanya          | 8     |
| 12      | Antal Dunai        | Újpest FC                | Hongria          | 7     |
| 12      | Willi Schulz       | Hamburger SV             | RFA              | 7     |
| 14      | Georgi Asparuhov   | Levski Sofia             | Bulgària         | 6     |
| 14      | Albert Shesternyov | CSKA Moscou              | Unió Soviètica   | 6     |
| 16      | Ove Kindvall       | Feyenoord                | Suècia           | 5     |
| 17      | Flórián Albert     | Ferencvárosi TC          | Hongria          | 4     |
| 17      | Sandro Mazzola     | Inter de Milà            | Itàlia           | 4     |
| 17      | Lajos Szűcs        | Ferencvárosi TC          | Hongria          | 4     |
| 20      | Johan Cruyff       | AFC Ajax                 | Països Baixos    | 3     |
| 20      | Gerd Müller        | Bayern de Múnic          | RFA              | 3     |
| 22      | Jack Charlton      | Leeds United FC          | Anglaterra       | 2     |
| 22      | Bobby Moore        | West Ham United FC       | Anglaterra       | 2     |
| 24      | Alan Ball          | Everton FC               | Anglaterra       | 1     |
| 24      | Ferenc Bene        | Újpest FC                | Hongria          | 1     |
| 24      | Angelo Domenghini  | Inter de Milà            | Itàlia           | 1     |
| 24      | Mirsad Fazlagić    | Sarajevo                 | Iugoslàvia       | 1     |
| 24      | Tommy Gemmell      | Celtic FC                | Escòcia          | 1     |
| 24      | Jimmy Johnstone    | Celtic FC                | Escòcia          | 1     |
| 24      | Murtaz Khurtsilava | Dinamo Tbilisi           | Unió Soviètica   | 1     |
| 24      | Ivica Osim         | Željezničar              | Iugoslàvia       | 1     |
| 24      | Louis Pilot        | Standard Liège           | Luxemburg        | 1     |